# Barcenaciones
Barcenaciones es uno de los doce núcleos que forman el municipio de Reocín, en la comunidad autónoma de Cantabria (España). Está situada en la parte suroeste del municipio, al pie de una colina y bañada por el río Saja; en el pasado hubo una barca que permitía pasar el río en este punto. Dista 6 kilómetros de Puente San Miguel, capital del municipio. Está a 70 metros sobre el nivel del mar. En 2008 tenía 158 habitantes (INE).
Hay en esta localidad dos fincas con destacados ejemplares arbóreos. En la Finca San Juan destacan tres: un cedro del Atlas o Cedrus atlantica, de 26 metros de alto, un cedro del Líbano de 22 metros y un ciprés común de 22 metros. En la Quinta de San Raimundo, construida en 1886 para el indiano Raimundo Díaz de la Guerra y Fernández hay un jardín botánico con diversos ejemplares de interés: un cedro del Himalaya de 22 metros de alto, una secuoya de más de 35 metros de altura, una tuya gigante de 25 m de alto y una criptomeria.
Este pueblo es uno de los que ya aparecen mencionados en el Cartulario de Santillana del Mar (hacia el año 1000). De su arquitectura destaca la iglesia parroquial de San Juan Bautista del siglo XVII. La portalada tiene un arco adintelado. En su interior hay un retablo del siglo XVIII. También pueden verse numerosas casonas, entre las que destaca la Casa del Marqués de Palomares. Entró a formar parte del primer ayuntamiento constitucional que se formó con los concejos del valle de Reocín. 
Entre Barcenaciones y Golbardo se tendió uno de los primeros puentes de hormigón armado construidos en España a principios del siglo XX (1903). Por Decreto 43/2002, de 4 de abril se declaró a este «Puente de Golbardo», Bien de Interés Cultural, con la categoría de Monumento.
Se celebra  San Benito el 11 de julio, con una peregrinación hasta la ermita de este santo, que está declarada Fiesta de Interés Turístico Regional. También celebran San Miguel Arcángel el 24 de septiembre. En esta localidad nació el jugador de bolos Virgilio Quintana Villegas.
Uno de sus atractivos en época navideña es su Belén construido con corchos de botella recreando las casas del pueblo, durante cuya inauguración se degustan las famosas rosquillas de Chelo, vecina de este pueblo.

## Personas destacadas
- Benito Agüera Bustamante (1741-1807), militar y diplomático.[2]
- José Agüera Bustamante (1736-1798), militar, hermano del anterior.[2]

## Premios a la localidad
La localidad de Barcenaciones fue galardonada con el Premio Pueblo de Cantabria en 2012.

| Predecesor: Tudes | Premio Pueblo de Cantabria 2012 | Sucesor: Villaescusa |